# 670-е годы до н. э.
670-е (шестьсо́т семидеся́тые) го́ды до на́шей э́ры по пролептическому юлианскому календарю — промежуток времени с 1 января 679 года до н. э. по 31 декабря 670 года до н. э., включающий с 679 по 671 годы 3-го десятилетия  и 670 год 4-го десятилетия VII века 1-го тысячелетия до н. э. Им предшествовали 680-е годы до н. э., за ними следовали 660-е годы до н. э. Они закончились 2695 лет назад.

## Важнейшие события
- 679 — 15-й год по эре правления луского князя Чжуан-гуна[1].
- Циский правитель весной собрал чжухоу на съезд в вэйский Цзюань (присутствовали князья Ци, Сун, Чэнь, Вэй и Чжэн) и впервые стал гегемоном, в чём активную роль сыграл посол вана Шэнь-бо[2]. Это событие Сыма Цянь специально отмечает[3].
- Летом луская княгиня Цзян отправилась в Ци[4].
- Осенью войска Сун, Ци и Чжу воевали с Ни[5].
- Осенью поход Чжэн на Сун[6].
- Князь Цзинь Цзинь-хоу (Минь) был убит правителем Цюйво Чэном, который взошёл на престол (У-гун, эра правления 678—677, но он вёл сквозной счёт и назвал 678 год 38 годом правления). Чэн поднёс драгоценности Миня вану Чжоу. Ван повелел У-гуну стать правителем Цзинь. У-гун объединил земли Цзинь и продолжил считать годы правления[7].

- 673—653 — Царь Мидии Фраорт (Кшатрита).
- 673—672 — Скифы поддерживают восстание трёх мидийских вождей: Каштариту, Мамитиаршу и Дуссани против Ассирии. Образование царства Мидия во главе с Каштарити (Фраортом). Союз скифов с Ассирией. Их вождь Партатуа женится на дочери Асархаддона. Поражение Фраорта в войне с Ассирией.
- 673—672 — Разгром Асархаддоном царства Шубрии.
- После 675 — Возвышение Аргоса при царе Фидоне.
- 675-74 — Милетские колонисты вторично заселили Кизик.
- 675—673 — Войны ассирийцев в юго-восточной части Малой Азии, Финикии, а также с Египтом. Баал, царь Тира, переходит на сторону фараона Тахарки. Тахарке удаётся не пропустить ассирийцев вглубь Египта.